# Marquette
Marquette ( /mɑːrˈkɛt/ mar - KEHT) es una ciudad en el condado de Marquette en el estado de Míchigan, Estados Unidos. La población era de 20,629 habitantes en el censo de 2020, lo que la convierte en la ciudad más grande de la península superior. También sirve como la sede del condado de Marquette. Ubicada a orillas del lago Superior, es un puerto importante, conocido principalmente por el envío de mineral de hierro. Está parcialmente rodeada por el municipio de Marquette, pero los dos se administran de forma autónoma. Es la sede de la Universidad del Norte de Míchigan.

## Historia
La área alrededor de Marquette ya era conocida por los misioneros franceses de principios del siglo XVII. También por los tramperos de principios del siglo XIX. La ocupación europea de la región no comenzó hasta 1844, cuando William Burt y Jacob Houghton (el hermano del geólogo Douglass Houghton) descubrieron depósitos de hierro cerca del lago Teal al oeste de Marquette. En 1845, se formó Jackson Mining Company, la primera empresa minera organizada local.
El pueblo de Marquette comenzó el 14 de septiembre de 1849 con la formación de una segunda empresa de hierro, la Marquette Iron Company. Tres hombres participaron en la creación de la empresa: Robert J. Graveraet, que había buscado minerales en la región; Edward Clark, agente de Waterman A. Fisher de Worcester, quien financió la empresa, y Amos Rogers Harlow. 

El pueblo se llamó al principio New Worcester, con Harlow como el primer jefe de correos. El 21 de agosto de 1850, se cambió el nombre en honor a Jacques Marquette, el misionero jesuita francés que había explorado la región. 

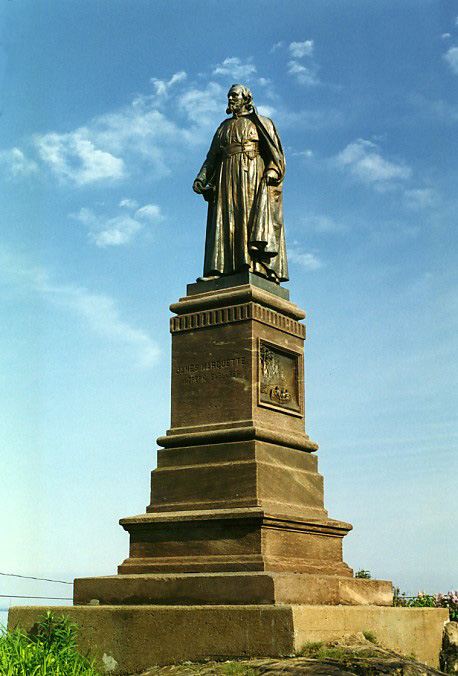
Estatua de Jacques Marquette en Marquette

Una segunda oficina de correos, llamada Carp River, fue abierta el 13 de octubre de 1851 por Peter White, quien había ido allí con Graveraet a los 18 años. Harlow cerró su oficina de correos en agosto de 1852. 
La Marquette Iron Company fracasó, mientras que su sucesora, la Cleveland Iron Mining Company, floreció e hizo plantar la aldea en 1854. El plato fue grabado por Peter White. La oficina de White pasó a llamarse Marquette en abril de 1856 y la aldea se incorporó en 1859. Fue incorporada como ciudad en 1871.

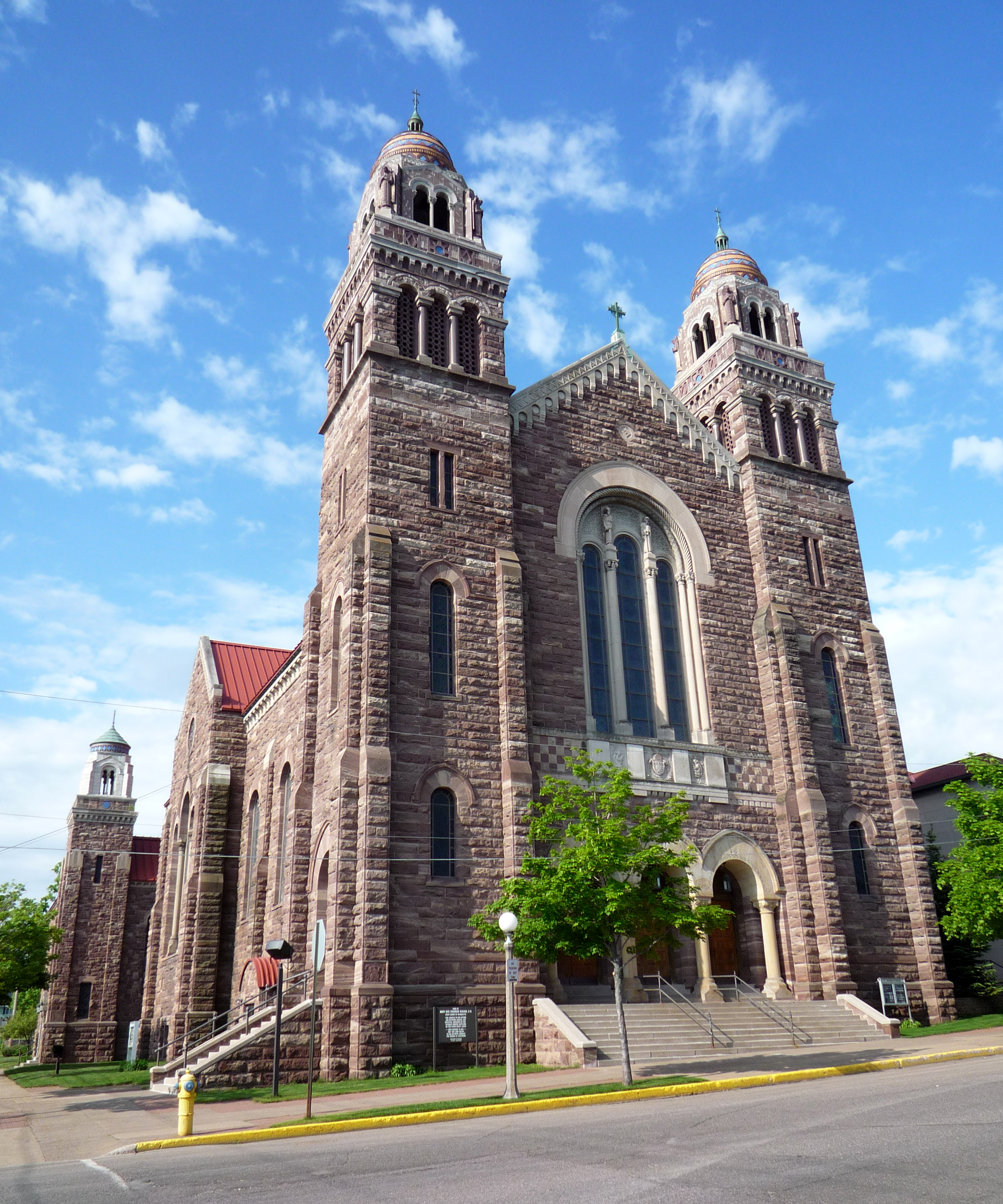
Catedral de San Pedro

Durante la década de 1850, Marquette estaba unida por ferrocarril a numerosas minas y se convirtió en el principal centro de envío de la Península Superior. El primer muelle de mineral, diseñado por uno de los primeros líderes de la ciudad, John Burt, fue construido por Cleveland Iron Mining Company en 1859. En 1862, la ciudad tenía una población de más de 1600 habitantes y una economía en alza.
A finales del siglo XIX, durante el apogeo de la minería del hierro, Marquette se hizo conocida a nivel nacional como un refugio de verano. Los visitantes traídos por los barcos de vapor de pasajeros de los Grandes Lagos llenaron los hoteles y complejos turísticos de la ciudad.
Al sur de la ciudad, la Base de la Fuerza Aérea KI Sawyer fue una instalación importante de la Fuerza Aérea durante la Guerra Fría, sede de bombarderos B-52H y petroleros KC-135 del Comando Aéreo Estratégico, así como un escuadrón de interceptores de combate. La base cerró en septiembre de 1995 y ahora es el Aeropuerto Internacional Sawyer del condado.
Marquette sigue siendo un puerto de envío de minerales de hematita y, en la actualidad, pellets de mineral de hierro enriquecido, procedente de minas y plantas de granulación cercanas. Aproximadamente 7,9 millones de toneladas brutas de mineral de hierro granulado pasaron por el puerto de Presque Isle de Marquette en 2005.
El obispo católico Frederic Baraga está enterrado en la Catedral de San Pedro, que es el centro de la Diócesis de Marquette.
Lakeview Arena, una pista de hockey sobre hielo en Marquette ganó el concurso Kraft Hockeyville USA el 30 de abril de 2016. La arena recibió 150 000 dólares en mejoras y fue sede de los Buffalo Sabres y los Carolina Hurricanes el 4 de octubre de 2016 en un concurso de pretemporada de la NHL. Buffalo ganó el juego 2-0.

## Clima
| Parámetros climáticos promedio de Marquette, Michigan (normales 1991–2020, extremos 1857–presente) | Parámetros climáticos promedio de Marquette, Michigan (normales 1991–2020, extremos 1857–presente) | Parámetros climáticos promedio de Marquette, Michigan (normales 1991–2020, extremos 1857–presente) | Parámetros climáticos promedio de Marquette, Michigan (normales 1991–2020, extremos 1857–presente) | Parámetros climáticos promedio de Marquette, Michigan (normales 1991–2020, extremos 1857–presente) | Parámetros climáticos promedio de Marquette, Michigan (normales 1991–2020, extremos 1857–presente) | Parámetros climáticos promedio de Marquette, Michigan (normales 1991–2020, extremos 1857–presente) | Parámetros climáticos promedio de Marquette, Michigan (normales 1991–2020, extremos 1857–presente) | Parámetros climáticos promedio de Marquette, Michigan (normales 1991–2020, extremos 1857–presente) | Parámetros climáticos promedio de Marquette, Michigan (normales 1991–2020, extremos 1857–presente) | Parámetros climáticos promedio de Marquette, Michigan (normales 1991–2020, extremos 1857–presente) | Parámetros climáticos promedio de Marquette, Michigan (normales 1991–2020, extremos 1857–presente) | Parámetros climáticos promedio de Marquette, Michigan (normales 1991–2020, extremos 1857–presente) | Parámetros climáticos promedio de Marquette, Michigan (normales 1991–2020, extremos 1857–presente) |
| Mes                                                                                                | Ene.                                                                                               | Feb.                                                                                               | Mar.                                                                                               | Abr.                                                                                               | May.                                                                                               | Jun.                                                                                               | Jul.                                                                                               | Ago.                                                                                               | Sep.                                                                                               | Oct.                                                                                               | Nov.                                                                                               | Dic.                                                                                               | Anual                                                                                              |
| -------------------------------------------------------------------------------------------------- | -------------------------------------------------------------------------------------------------- | -------------------------------------------------------------------------------------------------- | -------------------------------------------------------------------------------------------------- | -------------------------------------------------------------------------------------------------- | -------------------------------------------------------------------------------------------------- | -------------------------------------------------------------------------------------------------- | -------------------------------------------------------------------------------------------------- | -------------------------------------------------------------------------------------------------- | -------------------------------------------------------------------------------------------------- | -------------------------------------------------------------------------------------------------- | -------------------------------------------------------------------------------------------------- | -------------------------------------------------------------------------------------------------- | -------------------------------------------------------------------------------------------------- |
| Temp. máx. abs. (°C)                                                                               | 13.9                                                                                               | 20.6                                                                                               | 27.8                                                                                               | 32.8                                                                                               | 37.8                                                                                               | 38.3                                                                                               | 42.2                                                                                               | 38.9                                                                                               | 36.7                                                                                               | 31.7                                                                                               | 23.3                                                                                               | 15.6                                                                                               | 42.2                                                                                               |
| Temp. máx. media (°C)                                                                              | -4.1                                                                                               | -2.8                                                                                               | 1.8                                                                                                | 7.7                                                                                                | 14.8                                                                                               | 19.9                                                                                               | 23.7                                                                                               | 23.5                                                                                               | 19.6                                                                                               | 12.2                                                                                               | 4.8                                                                                                | -1                                                                                                 | 10                                                                                                 |
| Temp. media (°C)                                                                                   | -7.5                                                                                               | -6.8                                                                                               | -2.1                                                                                               | 3.6                                                                                                | 9.9                                                                                                | 15                                                                                                 | 19                                                                                                 | 19                                                                                                 | 15.2                                                                                               | 8.3                                                                                                | 1.4                                                                                                | -4.2                                                                                               | 5.9                                                                                                |
| Temp. mín. media (°C)                                                                              | -10.9                                                                                              | -10.8                                                                                              | -6.1                                                                                               | -0.6                                                                                               | 4.9                                                                                                | 10.1                                                                                               | 14.3                                                                                               | 14.5                                                                                               | 10.9                                                                                               | 4.4                                                                                                | -1.9                                                                                               | -7.4                                                                                               | 1.8                                                                                                |
| Temp. mín. abs. (°C)                                                                               | -32.8                                                                                              | -36.1                                                                                              | -28.3                                                                                              | -16.1                                                                                              | -8.9                                                                                               | -1.7                                                                                               | 2.2                                                                                                | 0.6                                                                                                | -2.2                                                                                               | -10.6                                                                                              | -22.8                                                                                              | -28.9                                                                                              | -36.1                                                                                              |
| Precipitación total (mm)                                                                           | 47.2                                                                                               | 37.3                                                                                               | 40.4                                                                                               | 69.6                                                                                               | 73.7                                                                                               | 77.5                                                                                               | 79                                                                                                 | 58.7                                                                                               | 84.8                                                                                               | 87.1                                                                                               | 61.5                                                                                               | 50.3                                                                                               | 767.1                                                                                              |
| Nevadas (cm)                                                                                       | 63.8                                                                                               | 53.1                                                                                               | 36.1                                                                                               | 21.3                                                                                               | 0.8                                                                                                | 0                                                                                                  | 0                                                                                                  | 0                                                                                                  | 0                                                                                                  | 2.3                                                                                                | 28.2                                                                                               | 53.6                                                                                               | 259.1                                                                                              |
| Días de precipitaciones (≥ 0.2 mm)                                                                 | 17.7                                                                                               | 12.2                                                                                               | 10.8                                                                                               | 10.4                                                                                               | 11.8                                                                                               | 11.8                                                                                               | 11.3                                                                                               | 11.0                                                                                               | 12.9                                                                                               | 14.6                                                                                               | 13.4                                                                                               | 14.4                                                                                               | 152.3                                                                                              |
| Días de nevadas (≥ 0.2 cm)                                                                         | 17.7                                                                                               | 12.5                                                                                               | 8.9                                                                                                | 4.5                                                                                                | 0.2                                                                                                | 0.0                                                                                                | 0.0                                                                                                | 0.0                                                                                                | 0.0                                                                                                | 0.6                                                                                                | 7.7                                                                                                | 12.5                                                                                               | 64.6                                                                                               |
| Horas de sol                                                                                       | 105.5                                                                                              | 128.8                                                                                              | 181.3                                                                                              | 225.3                                                                                              | 278.8                                                                                              | 289.7                                                                                              | 322.8                                                                                              | 270.6                                                                                              | 191.5                                                                                              | 140.6                                                                                              | 80.7                                                                                               | 78.2                                                                                               | 2293.8                                                                                             |
| Fuente: NOAA (horas de sol 1961–1990)                                                              | | | | | | | | | | | | | |

## Ciudades hermanadas
- Higashiomi (Japón), desde 1979
- Kajaani (Finlandia), desde 1997